# Cerkev sv. Jere, Trdinov vrh
Cerkev sv. Jere (sv. Jedrti) na Trdinovem vrhu je ruševinska cerkev, ki je formalnopravno podružnična cerkev Župnije Šentjernej. Leta 2012 so pod spomeniškim varstvom ruševine očistili in sanirali ter postavili streho s kovinsko konstrukcijo po načrtu arhitekta Boruta Simiča. Cerkev se nahaja v vasi Gabrje, in sicer tik ob slovensko-hrvaški meji, ki poteka le nekaj metrov južneje od cerkve. Še nekaj metrov južneje (in torej že na hrvaški strani) se nahajajo ruševine cerkve sv. Elije. V neposredni bližini (na slovenski strani) se nahaja tudi 90 m visok telekomunikacijski stolp.

## Zgodovina
V listini iz 3. septembra 1447, v kateri se cerkev prvič omenja, sta Friderik II. Celjski in njegov sin Ulrik II. Kartuziji Pleterje podarila skrbništvo nad samostanskimi gozdovi na Gorjancih. Cerkev je hkrati označevala mejo pleterske gozdne posesti, kjer so se po urbarju kostanjeviškega gospostva iz leta 1625 stikale meje kostanjeviškega, pleterskega, žumberškega in mehovskega deželnosodnega okraja. Cerkev je bila takrat že v slabem stanju. Zato in zaradi bližine uskokov so bogoslužna oblačila in zvon prenesli v cerkev sv. Janeza v Gabrje.
Po Valvasorju naj bi bila cerkev sv. Jere zaslužna za mnoge čudežne ozdravitve. Tam naj bi namreč spregledali slepi in shodili hromi.
Ostaline cerkve so bile leta 2012 obnovljene in narejena je bila nova streha. 30. junija 2013 je bila slovesna sveta maša z blagoslovitvijo cerkve, ki jo je vodil novomeški škof Andrej Glavan, sodelovali pa so tudi predstavniki Grškokatoliške cerkve s hrvaške strani. Sledil je kulturni program, ki je bil namenjen tudi proslavi ob vstopu Hrvaške v Evropsko unijo naslednji dan (1. julija).
- Cerkev leta 2004 – pred postavitvijo strehe leta 2012
- Notranjost
- Originalni kip svete Jedrti, postavljen pod sleme strehe